# John Jopson
John Charles Jopson, né le 17 octobre 1954, est un réalisateur, producteur, scénariste et directeur de la photographie américain.

## Filmographie

### comme réalisateur
- 1979 : Autobahn (Mass Transit) (court métrage)
- 1982 : Gasoline Alley
- 1985 : One Night with Blue Note
- 1986 : Nervous Night
- 1987 : Campus Man
- 1987 : Hall & Oates: Live at the Apollo (vidéo)
- 1990 : Beyond Salvation
- 1991 : Drake's Secret Voyage
- 1992 : How'd They Do That? (série télévisée)
- 1992 : Sightings (série télévisée)
- 1994 : A Musical Journey with Elton John (TV)
- 1994 : Encounters (série télévisée)
- 1994 : Tattooed Teenage Alien Fighters from Beverly Hills
- 1995 : Inside Nixon
- 1995 : Pocahontas: The Musical Tradition Continues (TV)
- 1996 : The Borderline
- 1996 : Behind Closed Doors (en) (série télévisée)
- 1996 : Trauma One (TV)
- 1998 : Guinness World Records: Primetime (série télévisée)
- 1998 : Bioperfection: Building a New Human Race (TV)
- 1999 : Master of Gravity
- 1999 : Beyond Chance
- 2001 : The Scariest Places on Earth (série télévisée)
- 2001 : Curse of the Roman Gladiators
- 2001 : The Lair of the Wickedist Man on Earth
- 2001 : PBS' Great Streets: The Champs Elysees with Halle Barry (TV)
- 2001 : Poison: Greatest Video Hits (vidéo)
- 2002 : Rise and Fall of the Spartans
- 2004 : Punishment
- 2004 : Proof Positive (série télévisée)
- 2005 : The Great Adventure

### comme producteur
- 1976 : Evening Magazine (série télévisée)
- 1996 : Trauma One (TV)

### comme scénariste
- 1979 : Mass Transit (Autobahn)
- 1991 : Get Real
- 1995 : Alien Autopsy: Fact or Fiction? (TV) (non crédité)
- 1998 : Bioperfection: Building a New Human Race (TV)
- 1999 : Master of Gravity
- 2001 : The Scariest Places on Earth (série télévisée)
- 2003 : White Gold

### comme directeur de la photographie
- 1985 : Does Humor Belong in Music? (vidéo)

## Récompenses et nominations

### Récompenses
- Billboard Music Awards 1985 : Best Longform - "Nervous Night"
- Baden-Badener Tage des Fernsehspiels 1980 : "Autobahn"
- Golden Quill Award 1979 : "Mass Transit" (Autobahn)

### Nominations
- Emmy Award 1990 : "Sounds of the City" ABC-TV